# EWTO
EWTO (Europäische WingTsun Organisation) je mezinárodní organizace, jež sdružuje školy bojového umění WingTsun. Organizace sídlí v německém Heidelbergu. Šéfem EWTO je velmistr Keith R. Kernspecht, jež je zároveň nejvyšším instruktorem organizace. Součástí výuky je také bojový systém Escrima, který v EWTO vyučuje velmistr Bill Newman.
Formálně EWTO spadá pod IWTA (International Wing Tsun Association), jejímž zakladatelem je přímý žák velmistra Ip Mana - dr. Leung Ting.
V České republice působí od roku 1990.[zdroj⁠?!]
Velký přínos pro studenty WingTsun znamenal koncept programu BlitzDefence (blesková obrana), který reagoval na rozdílnou mentalitu východní a západní kultury. BlitzDefence v sobě spojuje techniku boje s uměním komunikace. Heslo "Neučíme bojoval, ale vyhrávat" - vystihuje pravý význam a podstatu tohoto programu. Cílem výuky v EWTO je konfliktům předcházet, fyzická konfrontace je až tím nejkrajnějším řešením. Opravdová výhra znamená (pokud je to jenom trochu možné) odvrácení konfliktu a jeho vyřešení bez boje. Může to znít jako klišé, ale pravdou zůstává, že drtivá většina konfliktů a rvaček není "o život", ale o egu. A tady není boj rozhodně tím nejlepším řešením.
Nekompromisní technika systému WingTsun bez pravidel a předpisových omezení přichází na řadu až tehdy, kdy jde člověku skutečně o život. V tomto případě i výhra bojem a fyzická likvidace protivníka znamená opravdovou výhru.
Od roku 2006 prochází celá EWTO dalšími velkými a zásadními změnami, které se týkají nejenom samotné výuky, ale také propagace, používaných log, symbolů a tréninkového oblečení a to mimo jiné i z důvodu stále častějšího kopírování a napodobování jinými organizacemi.
Českou větev EWTO vedou profesionální trenéři[zdroj⁠?!], kteří se výuce ve svých školách a další propagaci systému věnují na plný úvazek. Sami se pravidelně účastní mezinárodních seminářů, školení a zkoušek. Zajišťují a organizují také mezinárodní semináře pro své žáky přímo v ČR. Školí další instruktory a pomáhají se zakládáním a provozem nových škol.
Aktuálně v České republice funguje 19 oficiálních WingTsun škol, 8 přímo v Praze.